# Claude Maillard
Claude Maillard, née à Paris en 1927, est un médecin gynécologue, psychanalyste et écrivaine française.

## Biographie
Claude Maillard a exercé la médecine en Afrique de l'Ouest, aux Antilles, au Brésil et en France où elle adhère au Mouvement pour la liberté de l'avortement et de la contraception (MLAC) et est signataire du Manifeste des 343.
Elle effectue des recherches médicales à Palo Alto (San Francisco) et à l'Université Tulane à la Nouvelle-Orléans. Elle est docteur en Sciences Humaines et Cliniques. Elle est membre du Cercle Freudien, de la Société Psychiatrie-Psychanalyse, adhérente du Centre de formation et de recherche psychanalytiques (CFRP), d’Insistance et de Psychanalyse actuelle.
Intellectuelle engagée, compagne de Roberto Vergnes, l'un des fidèles de Che Guevara, elle participe activement durant toute sa vie à de nombreuses mobilisations et aux débats de société.
Elle est l’auteur de nombreux romans, d'œuvres photographiques, sonores ou électroniques comme des poèmes visuels ou numériques et de livres rares et précieux. Elle contribue avec Pierrette Turlais aux premiers ouvrages des Editions Artulis dont Claude Maillard, Agataké. Fille et sœur du scribe, ouvrage émouvant prenant appui sur l'écriture illisible de la propre sœur de Claude Maillard, ayant perdu la maîtrise de l'écriture et de la parole.
Claude Maillard a également publié des essais sous le pseudonyme de Rose de Saint-Projet et des livres pour enfants sous le pseudonyme de Claude Malois.
La Bibliothèque nationale de France est dépositaire du Fonds Claude Maillard, déposé par ses soins en 2012, et qui a fait l'objet d'un inventaire. Claude Maillard a également fait don à la BnF des archives de Robert Vergnes, décédé en 2004, rassemblant de nombreux témoignages et documents témoignant de leurs voyages communs et découvertes archéologiques.
Ses travaux font l'objet de nombreuses citations et références dans nombre de recherches universitaires.

## Ouvrages
- La Dissection, Flammarion, 1967
- Les Vespasiennes de Paris ou les précieux édicules, La Jeune Parque, 1967
- Sexe Contrôle. Petite Anthologie de la contraception, Presses du Temps Présent, 1970
- Petite messe pour Rose, Jérôme Martineau, 1971
- Avortement, les pièces du dossier, Robert Laffont, 1974
- Les Prostituées. Ce qu’elles disent quand elles parlent à une femme, Robert Laffont, 1975
- L’Oiseau de Bel-Air, Stock Lire, 1977
- Le Présent des femmes. Entre l'homme et la femme, y a-t-il un désert?, Robert Laffont, 1978
- Les Épaves, Paul Vermont, 1979
- Le Cheval épandeur des taxes émotionnelles, La Nèpe, 1981
- Mnésis, fouilles et vestiges, Trans/Form, 1982
- La Contadora, Bicéphale Europe Amérique Latine, 1983
- Tome-Son du Théâtre de l'écriture, Traversière, 1986
- Masques d’écrits, le théâtre de l’écriture, Traversière, 1987
- Frénésie à Sainte-Anne I, les jardins, Frénésie, 1987
- Le Partage de la mère morte, Philippe Olivier, 1990
- Frénésie à Sainte-Anne II, 20 séminaires pour un fantôme, Frénésie éditions, 1991.
- Livre et critique, Argraphie, 1992
- Machines vertige, en cours de scènes et d’actes, Le Temps du Non, 1993
- Frénésie à Sainte-Anne III, Folie Babel, Frénésie éditions, 1994.
- Le Scribe, Frénésie éditions, 1996
- Les Sept cahiers du Scribe, unicum, Artulis, 1998.
- Tables du Scribe, unicum, Artulis, 1998.
- Do, l’intime étranger, Bernard Gabriel Lafabrie, 1999.
- Agataké, fille et sœur du scribe, Artulis, 1999.
- Les Pommiers de Sodome, Frénésie éditions, 2000.
- Les Lois sexuelles.Essai sur une idée de l’ordre moral au XIXe siècle, Frénésie éditions, 2003.
- Massada de Sodome à Gomorrhe, Artulis, 2002
- 82 Dressages, Artulis, 2005.
- La Grande Révolte. Le tragique de la technique. Frénésie éditions, 2008.
- La Grande Révolte. Le tragique de la technique. (Deuxième version)  Frénésie éditions, 2010.
- Marie de Varsovie, Frénésie éditions, 2013.
- Alarme Révolver A bout portant. Frénésie éditions, 2017.
- Les trois poèmes. Frénésie éditions, 2018

## Ouvrages en collaboration
- Hitler à travers la caricature internationale, avec Jean-Claude Simoën, Albin Michel, 1974
- Sébastien. Chat Vive. Live Cat. Notre Livre, avec Coco Gordon, Coco Gordon, NYC, 1987
- Ça Image, avec Bernard Lantéri, Argraphie, 1991
- La Canopée malaise, avec Pierre Jacerme, Artulis, 2001.
- Portraits de sept femmes psychanalystes (avec C. Maillard, textes de C. Casadamont, F. Delbary-Jacerme, M. Dolin, P. Hassoun, D. Kohen et S. Molina), livre d'artiste avec 7 portraits lithographiés par Bernard Gabriel Lafabrie, éditions Bernard Gabriel Lafabrie, 2003[8]